# KG心斗
KG心斗（ケージーしんと、1982年4月2日 - ）は、日本の男性総合格闘家。本名は久賀 弘喜（くが ひろよし）。福岡県出身。マッハ道場所属。

## 来歴
大学時代はレスリング部の特待生だった。
2007年12月2日、「BULL TERRIER Presenrs DEEP X 02～リアルキングトーナメント～」に出場し2回戦で八隅孝平と好勝負するものの判定負けしている。
2009年5月5日、第6回全日本修斗グラップリング選手権大会のネイキッド・ミドル級エキスパートに出場し、2試合連続の一本勝ちで優勝を果たした。
2009年9月12日、CAGE FORCEで金原泰義と対戦し、パウンドでTKO負け。

## 戦績
| 総合格闘技 戦績 | 総合格闘技 戦績 | 総合格闘技 戦績 | 総合格闘技 戦績 | 総合格闘技 戦績 | 総合格闘技 戦績 | 総合格闘技 戦績 |
| --------------- | --------------- | --------------- | --------------- | --------------- | --------------- | --------------- |
| 5 試合          | (T)KO           | 一本            | 判定            | その他          | 引き分け        | 無効試合        |
| 2 勝            | 0               | 1               | 1               | 0               | 0               | 0               |
| 3 敗            | 1               | 1               | 1               | 0               | 0               | 0               |

| 勝敗 | 対戦相手   | 試合結果                   | 大会名                                                                                    | 開催年月日    |
| ×    | 金原泰義   | 1R 0:55 TKO（パウンド）    | CAGE FORCE                                                                                | 2009年9月12日 |
| ×    | MIKE       | 5分2R終了 判定0-3          | 修斗 REVOLUTIONARY EXCHANGES 1 "UNDEFEATED" 【新人王決定トーナメント ウェルター級 2回戦】 | 2009年7月19日 |
| ○    | 飯島響鬼   | 1R 0:25 チョークスリーパー | DEEP GLOVE 3                                                                              | 2008年9月20日 |
| ○    | 野口ヨシキ | 5分2R終了 判定3-0          | 修斗 SHOOTO GIG NORTH Vol.2                                                               | 2008年5月25日 |
| ×    | 里本一也   | 2R 1:55 腕ひしぎ三角固め   | 修斗                                                                                      | 2008年3月21日 |

## 獲得タイトル
- 第1回北海道アマチュア修斗選手権大会 ウェルター級 優勝（2007年）
- 第6回全日本修斗グラップリング選手権大会 ネイキッド・ミドル級エキスパート 優勝（2009年）